# Robert Langer
Robert Samuel Langer (Albany, 29 augustus 1948) is een Joods-Amerikaanse chemisch technoloog, ondernemer, uitvinder en hoogleraar aan Massachusetts Institute of Technology (MIT). Hij is vooral bekend door zijn onderzoek en ontdekkingen in de weefseltechnologie en medicijnafgifte (drug delivery).
Langer was hoogleraar in de chemische and biomedische technologie en is werkzaam bij de Department of Chemical Engineering en de Department of Biological Engineering aan het MIT. Hij is ook een faculteitslid van het Harvard-MIT-programma in gezondheidswetenschappen en technologie en het Koch Institute for Integrative Cancer Research.
Langer is een van 's werelds meest geciteerde wetenschappers, met een h-index van 294 en meer dan 350.000 citaties. Daarnaast is hij een zeer productief ondernemer; Langer is betrokken geweest bij de oprichting van meer dan veertig biotechnologische bedrijven, waaronder Moderna. Hij ontving vele prijzen voor zijn academisch en ondernemingswerk.

## Biografie
Langer werd geboren op 29 augustus 1948 in Albany (New York). Hij behaalde zijn bachelor in chemische technologie aan Cornell-universiteit. In 1974 werd hij doctor in de chemische technologie aan het Massachusetts Institute of Technology. Zijn proefschrift, getiteld Enzymatic regeneration of ATP, werd voltooid onder leiding van Clark K. Colton. Van 1974 tot 1977 werkte hij als postdoctoraal onderzoeker samen met Judah Folkman aan de Harvard Medical School, waar hij ervaring opdeed in de kankerbiologie. Langer gebruikte zijn chemisch-technische kennis voor toepassingen in het medische veld.